# Distrito de Ilfov
Ilfov es un condado (județ) de Rumanía, en la región de Muntenia. Es el distrito que rodea a Bucarest, la capital del país. El distrito era en gran parte rural, pero tras la caída del comunismo muchas de las aldeas y comunas se convirtieron en ciudades dormitorio, que actúan como suburbios o satélites de Bucarest. El aburguesamiento del distrito aún continúa, de modo que muchas ciudades de Ilfov, tales como Otopeni, tienen algunos de los niveles de PIB per cápita más altos del país.

## Fronteras
Limita con:
- Los distritos de Ialomiţa y Călăraşi al este.
- El distrito de Dâmboviţa al oeste.
- El distrito de Prahova al norte.
- El distrito de Giurgiu al sur y al este.

## Demografía
En 2002 tenía una población de 300.123 habitantes (sin incluir Bucarest). La densidad de población es de 188 hab/km². El 40% de la población va a trabajar y trabaja en Bucarest, aunque recientemente, se han construido muchas plantas industriales fuera de Bucarest, en el distrito de Ilfov. Tiene un crecimiento anual de aproximadamente el 4%.
- Rumanos: 96,05%[1]
- Gitanos: 3,66%, y otros

### Evolución demográfica[2]
| Año:     | 1948    | 1956    | 1966    | 1977    | 1992    | 2002    |
| Nº habs: | 167.533 | 196.265 | 229.773 | 287.738 | 286.965 | 300.123 |

## Geografía
El distrito posee un área de 1.583 km² y está situado en la Llanura Rumana entre el río Argeş y el río Ialomiţa.
Los principales ríos que atraviesan el distrito son: el río Dâmboviţa, el río Colentina y el río Gruiu. En el distrito también hay varios lagos principalmente el Cernica, el Snagov y el Căldăruşani.

## Economía
Antes de la caída del comunismo, la principal ocupación solía ser la agricultura. Hoy en día, debido al crecimiento económico de Bucarest, muchas empresas han abierto sus oficinas, instalaciones de producción o almacenes en las aldeas próximas, situadas en el distrito de Ilfov, convirtiéndolo en el distrito más desarrollado de Rumanía.
Las industrias predominantes del distro son:
- La industria alimenticia y de bebida.
- La industria textil.
- La industria de fabricación de componentes mecánicos.
- La industria química.
- La industria papelera.
- La industria del mueble.
- La industria del caucho.
- La industria de equipamientos eléctricos.
- La industria de equipamientos de transporte.
- La industria de equipamiento óptico y electrónico.

En Otopeni está el Henri Coandă International Airport. Además todas las carreteras principales y las vías de ferrocarril que salen de Bucarest atraviesan el distrito.

## Divisiones administrativas
El distrito tiene 8 ciudades y 31 comunas. Todas las ciudades tienen estatus de oraș, siendo el único distrito del país que no tiene ninguna ciudad con estatus de municipiu.
Hay serias discusiones sobre el título de ciudad que se concedió a Voluntari, pues se alega que fue dado debido a la afiliación política de la ciudad. A pesar de ello, Voluntari tiene una población de 15.000 habitantes, y a muchas ciudades con esta población se les ha dado el título de ciudad en el pasado.
1. Periș
2. Ciolpani
3. Gruiu
4. Nuci
5. Snagov
6. Grădiștea
7. Moara Vlăsiei
8. Balotești
9. Corbeanca
10. Dascălu
11. Petrăchioaia
12. Otopeni (ciudad)
13. Tunari
14. Ştefăneştii de Jos
15. Afumaţi
16. Voluntari (ciudad)
17. Găneasa
18. Mogoşoaia
19. Buftea (ciudad)
20. Chitila (ciudad)
21. Dragomireşti Vale
22. Chiajna
23. Dobroieşti
24. Pantelimon (ciudad)
25. Brăneşti
26. Ciorogârla
27. Domneşti
28. Clinceni
29. Bragadiru (ciudad)
30. Popești-Leordeni (ciudad)
31. Glina
32. Cernica
33. Cornetu
34. Măgurele (ciudad)
35. Jilava
36. Berceni
37. Dărăşti
38. 1 Decembrie
39. Vidra

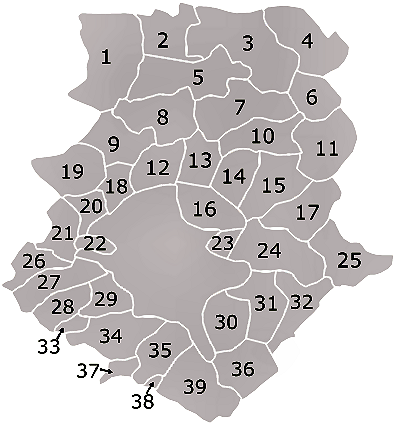
Comunas de Ilfov.

El distrito de Ilfov no tiene capital. La mayoría de las instituciones del distrito están localizadas en Bucarest, algunas en Otopeni y otras en Buftea.